# Francisco Cisneros e Mendoza
Francisco Cisneros y Mendoza (1644–1724) foi um prelado católico romano que serviu como Bispo Auxiliar de Lima e Bispo Titular de Mactaris (1702–1724).

## Biografia
Francisco Cisneros y Mendoza nasceu em 1644 em Lima, no Peru. A 12 de junho de 1702, foi escolhido pelo Rei da Espanha e confirmado pelo Papa Clemente XI como Bispo Auxiliar de Lima e Bispo Titular de Mactaris. Em novembro de 1703, foi consagrado bispo por Melchor Liñán y Cisneros, arcebispo de Lima. Serviu como Bispo Auxiliar de Lima até à sua morte em 1724.
Enquanto bispo, foi o consagrador principal de Nicolás Urbán de Mota y Haro, Bispo de La Paz (1703); Diego Montero del Aguila, Bispo de Concepción (1710); e Antonio de Zuloaga, Arcebispo de Lima (1715).